# Айн-Сифни
Айн-Сифни (араб. عين سفني‎, курд. عەين سفنى, ‘Eyn Sifnî, сир. ܥܝܢ ܣܦܢܐ) — город на севере Ирака, расположенный на территории мухафазы Найнава. 
Административный центр округа Эль-Шихан. Город является одним из центров компактного проживания иракских езидов (этноконфессиональной группы курдов).

## Географическое положение
Город находится в северо-восточной части мухафазы, в горной местности, на высоте 520 метров над уровнем моря.

Айн-Сифни расположен на расстоянии приблизительно 35 километров к северо-северо-востоку (NNE) от Мосула, административного центра провинции и на расстоянии 375 километров к северо-северо-западу (NNW) от Багдада, столицы страны.

## Население
На 2012 год население города составляло 11 261 человека.